# DejaVu字体
DejaVu是一套改造自Bitstream Vera的電腦字型，大幅擴充了Unicode所含蓋的字元。DejaVu以自由版權釋出，因此亦為許多自由軟體採用為顯示字型，如Inkscape。

DejaVu Serif
DejaVu Sans Mono
DejaVu Sans

## 外部連結
- 官方网站
- GitHub上的DejaVu fonts